# Fluorescent Adolescent
"Fluorescent Adolescent" é uma canção da banda inglesa Arctic Monkeys e o segundo compacto do álbum Favourite Worst Nightmare. A canção foi escrita pelo vocalista da banda, Alex Turner e sua ex-namorada Johanna Bennett, enquanto os dois comentavam sobre pessoas que conheciam nos tempos de escola. A música foi lançada no dia 4 de Julho de 2007 no Japão e em 9 de Julho de 2007 no Reino Unido. A cantora Kate Nash fez um cover da música.

## Composição
Bennett contou mais sobre o single em entrevista para o Observer: “Estávamos de férias e precisávamos nos afastar de tudo. Ficamos em um hotel bastante calmo e não assistimos muita TV ou escutamos muita música. Então, para evitar que um enlouquecesse o outro, começamos a brincar com essas palavras, como um jogo, cantando-as um para o outro." Ela acrescentou: "É ótimo pensar que isso foi resultado de algo que fizemos por diversão nas férias. Sempre será uma boa lembrança para Alex e eu. Ele não costuma escrever música com outras pessoas, acho que ele gostou.”
Em entrevista ao The Times, em julho de 2007, Turner também comentou sobre a parceria. "Começou como uma piada. De repente, nós dizíamos: 'tenho mais um verso'. Estávamos apenas brincando. Alguns versos eram dela. Não tinha como não dar crédito a ela. Era o certo a fazer."

## Videoclipe
O videoclipe, dirigido por Richard Ayoade (The IT Crowd) e filmado em meados de abril, tem a participação de Stephen Graham (que apareceu no DVD Scummy Man e no videoclipe de "When the Sun Goes Down") como um palhaço. O clipe estreou no dia 5 de junho de 2007 no Channel 4, e foi disponibilizado online no dia seguinte. O vídeo retrata uma briga entre palhaços, e foi baseado no poema "Out of Control Fairground" (em português, "Parque de Diversões Fora de Controle"), do poeta inglês John Cooper Clarke. Clarke escreveu o poema especialmente para o single, e está publicado dentro do CD da música. Turner explicou que queria que Clarke escrevesse algo para a capa do CD Favourite Worst Nightmare, mas na falta de tempo, a participação do poeta ficou reservada para "Fluorescent Adolescent". Clarke teria mostrado à banda alguns poemas baseados na personagem da música. "Nós gostamos muito de todos eles, mas escolhemos dois que estão incluídos na capa", diz Turner. "Gostei de 'Out of Control Fairground' porque as guitarras da música me lembram um parque de diversões".

## Faixas
| CD single (RUG261CD), 10" (RUG261T) |                          |                              |                            |         |  |
| N.º                                 | Título                   | Letras                       | Música                     | Duração |  |
| 1.                                  | "Fluorescent Adolescent" | Alex Turner, Johanna Bennett | Arctic Monkeys             | 3:03    |  |
| 2.                                  | "The Bakery"             | Alex Turner                  | Arctic Monkeys, Miles Kane | 2:56    |  |
| 3.                                  | "Plastic Tramp"          | Alex Turner                  | Arctic Monkeys, Miles Kane | 2:53    |  |
| 4.                                  | "Too Much to Ask"        | Alex Turner                  | Arctic Monkeys             | 3:05    |  |

| 7" (RUG261) |                          |                              |                            |         |  |
| N.º         | Título                   | Letras                       | Música                     | Duração |  |
| 1.          | "Fluorescent Adolescent" | Alex Turner, Johanna Bennett | Arctic Monkeys             | 3:03    |  |
| 2.          | "The Bakery"             | Alex Turner                  | Arctic Monkeys, Miles Kane | 2:56    |  |

## Paradas musicais
| Paradas (2007)                                | Melhor posição |
| --------------------------------------------- | -------------- |
| Alemanha (Offizielle Deutsche Charts)         | 86             |
| Bélgica (Ultratip Bubbling Under de Flandres) | 7              |
| Dinamarca (Hitlisten)                         | 9              |
| França (SNEP)                                 | 88             |
| Irlanda (IRMA)                                | 12             |
| Polônia (LP3)                                 | 4              |
| Reino Unido (UK Singles Chart)                | 5              |

### Certificações
| País        | Certificador | Certificação |
| ----------- | ------------ | ------------ |
| Reino Unido | BPI          | 2× Platina   |